# Bärnsten

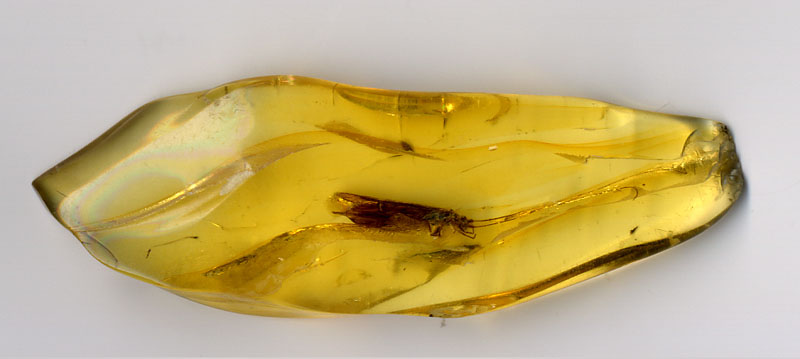
Insekt i bärnsten.

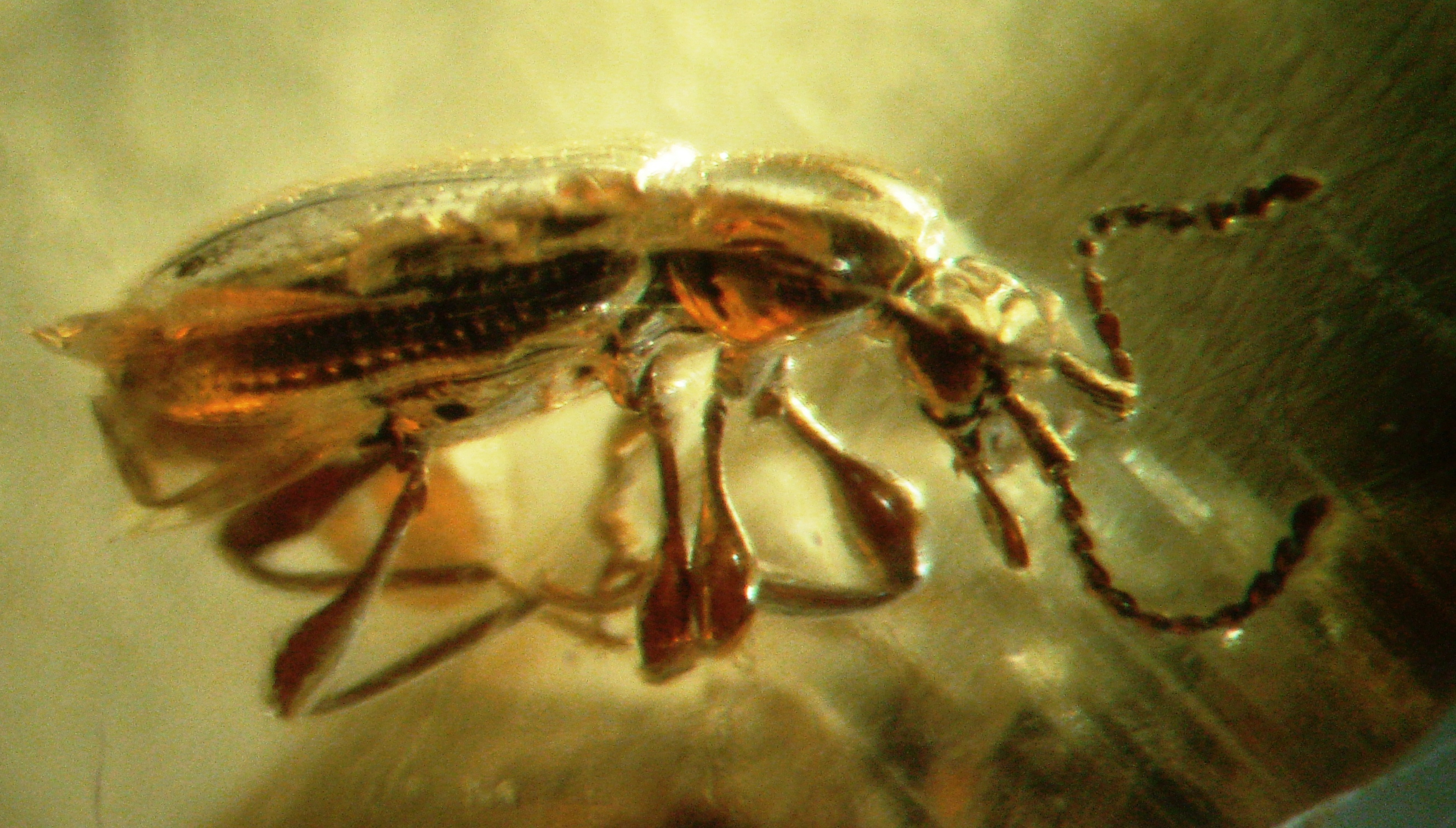
Insekt i bärnsten.

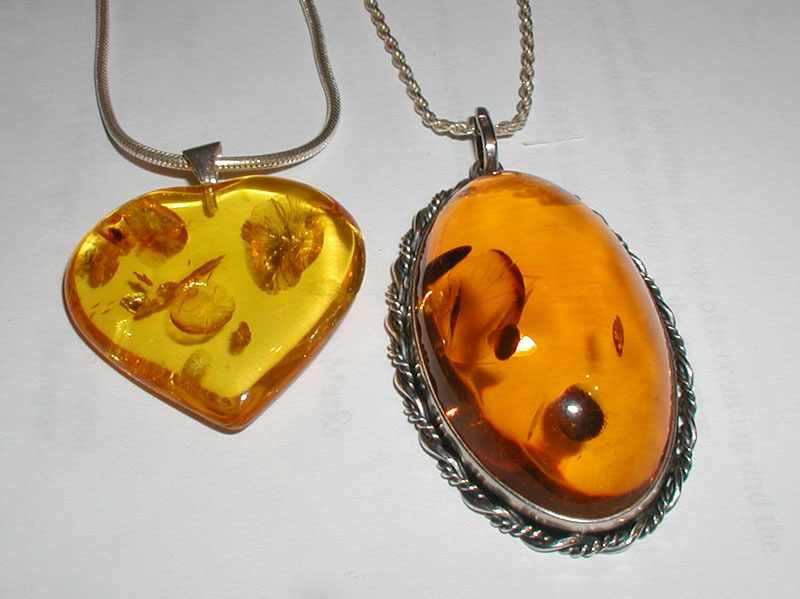
Smycke och halsband av bärnsten

Bärnsten (dialektalt rav) är ett samlingsnamn för flera fossila hartser avsöndrade som kåda av träd, främst barrträd med det gemensamma namnet Pinus succinifera. Den förekommer i oregelbundna klumpar eller i form av droppar och kan innehålla fossila rester av växter eller insekter. Färgen är vanligen gul, brun eller rödaktig och fettglänsande samt genomskinlig eller nästan genomskinlig, men förekommer även som svart, grön, violett, mjölkigt vit eller blå-svart. Bärnsten är känd från nästan hela norra och mellersta Europa och förekommer även i Spanien, Italien, Rumänien, Mexiko, Japan, Myanmar med flera länder. Den förnämsta bärnstensförekomsten är kring södra Östersjön, där det viktigaste hartset är succinit. Det är så lätt att det enbart av vågornas kraft kan kastas upp på stranden från havsbotten. 
Bärnsten kan brinna och utvecklar då en angenäm aromatisk doft. Namnet bärnsten härstammar från plattyskans Börnsteen, (av börnen=brinna). I Skåne kallades den förr "rav" (vilket är det fornnordiska ordet för bärnsten och än idag är det danska och norska ordet för bärnsten), ett ord som återfinnes i ortnamnet Ravlunda. Bärnstenen blev ett tidigt betalningsmedel i Europa och har samlats sedan stenåldern. Smycken av bärnsten ansågs skydda mot trolldom och onda makter. Den ansågs också vara bra mot allehanda sjukdomar som gikt, hysteri och magont.
Bärnstens hårdhetsgrad är mellan 2 och 3 och kan lätt bearbetas. Den betraktas som ädelsten och används till prydnadsföremål och smycken. För att kallas bärnsten ska stenen vara äldre än 20 miljoner år. Grunderna för uppdelning av fossiliserad kåda efter ålder har dock ifrågasatts.
Stenen är oftast i sin naturliga form matt på grund av sina otaliga små blåsor eller sprickor. Genom kokning i olja kan man få bort luftblåsor i bärnstenen och inneslutna vätskor och förbättra kvaliteten. Många av stenarna i affären är kokade stenar och inte äkta i sin färg. 
Man kan även pressa ihop mindre oanvändbara bitar till större mer säljbara bitar bärnsten.
Bärnsten har genom sitt grekiska namn, elektron, givit upphov till benämningen elektricitet och elektron från de elektrostatiska egenskaperna som bärnsten efter gnidning brukar ha genom att attrahera lätta kroppar till exempel hårstrån. Det var den grekiska filosofen Thales från Miletos (632 f Kr – 543 f Kr) som upptäckte detta fenomen.
Bärnsten är utsatt för vittring och den kan förväxlas med rödbrun flinta. Den är däremot med en vikt av en gram per en kubikcentimeter betydlig lättare. I en vanlig kopp vatten med 15 g upplöst salt simmar bärnstenen på vattenytan.
Svart bärnsten är fossilt trä som förvandlats till en tät form av kol - se Beckkol.
Precis som pärlor mår bärnsten bra av att användas. Men utsöndringen från huden kan med tiden färga bärnstenen. Man kan rengöra bärnsten i ljumt vatten, dock inte hett, med lite diskmedel. Därefter ska man smörja in bärnstenen i vegetabilisk olja. 
Att tänka på är att parfym och hårspray innehåller alkohol, vilket kan få bärnstenen att tappa sin lyster.
Det finns olika namn på bärnsten, exempelvis:
- Ambra (gul ambra, medeltida benämning på bärnsten efter den verkliga ambran)
- Ambroid (pressbärnsten, alternativt mosaikbärnsten) - ihoppressad bärnsten.
- Beckerit, Gedanit, Glessit, Stantienit - bärnsten från Östersjöområdet.
- Burmit - bärnsten från Burma.
- Kaurikopal - oäkta bärnsten från Nya Zeeland som är tappad från barrträd.
- Kongokopal - oäkta bärnsten tappad från lövträd av ärtväxternas familj i Afrika.
- kopal (Afrikas bärnsten) - kåda  som är nutida till bara något miljontals år gammal, och ännu inte hunnit bli riktig bärnsten.
- Råkopal - kåda (bärnsten tappad från levande träd).
- Simeto (simetit) - bärnsten från Sicilien.
- Succinit - bärnsten från Baltikum eller Östersjön.
- Rumanit - bärnsten från Rumänien.
- Walchowit - bärnsten från Slovakien eller Märhisk bärnsten.

## Historisk användning

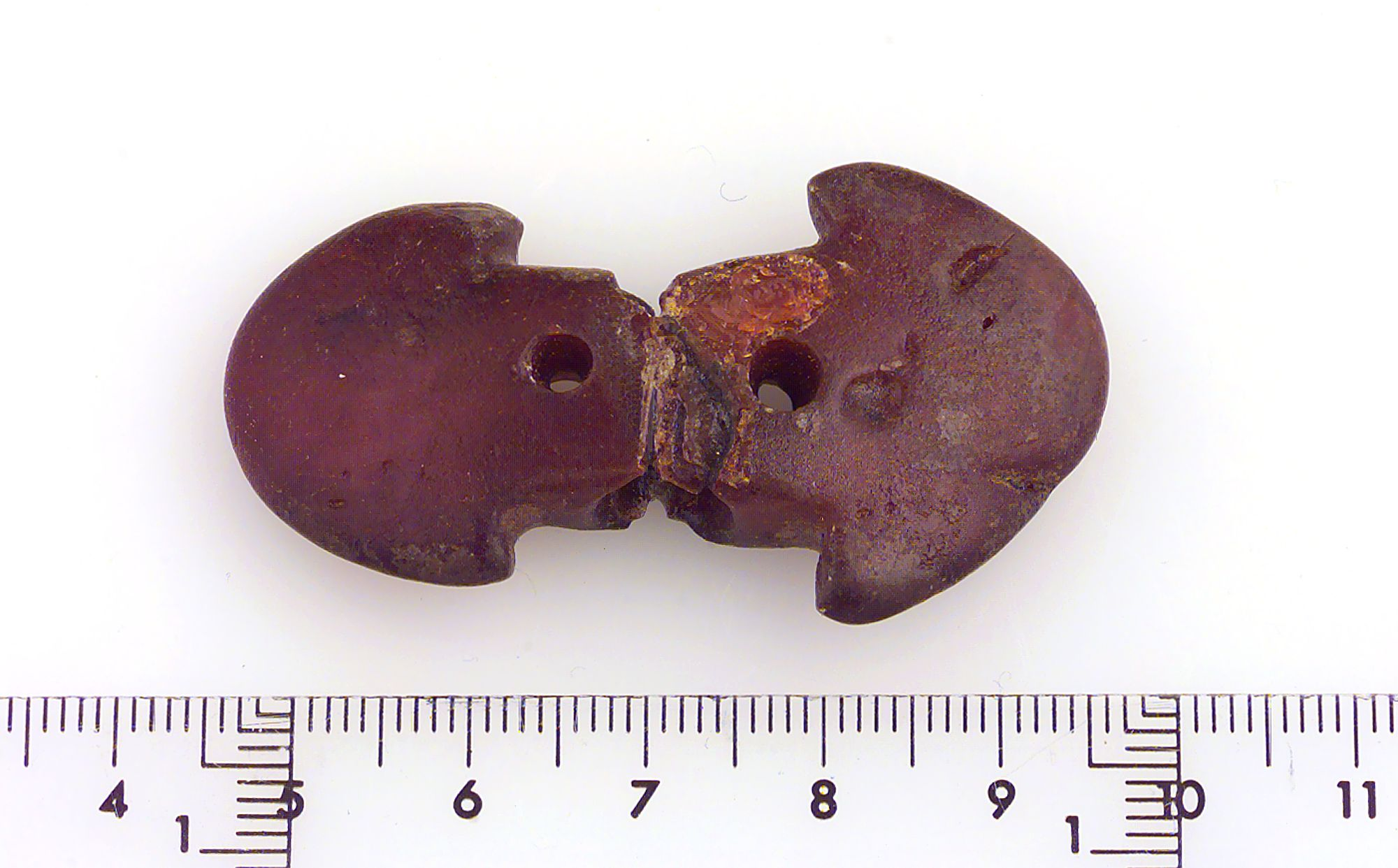
Pärla av bärnsten i form av en dubbeleggad yxa 3999 f.Kr. - 3300 f.Kr. från Dverstorps ängar, Västra Götaland.

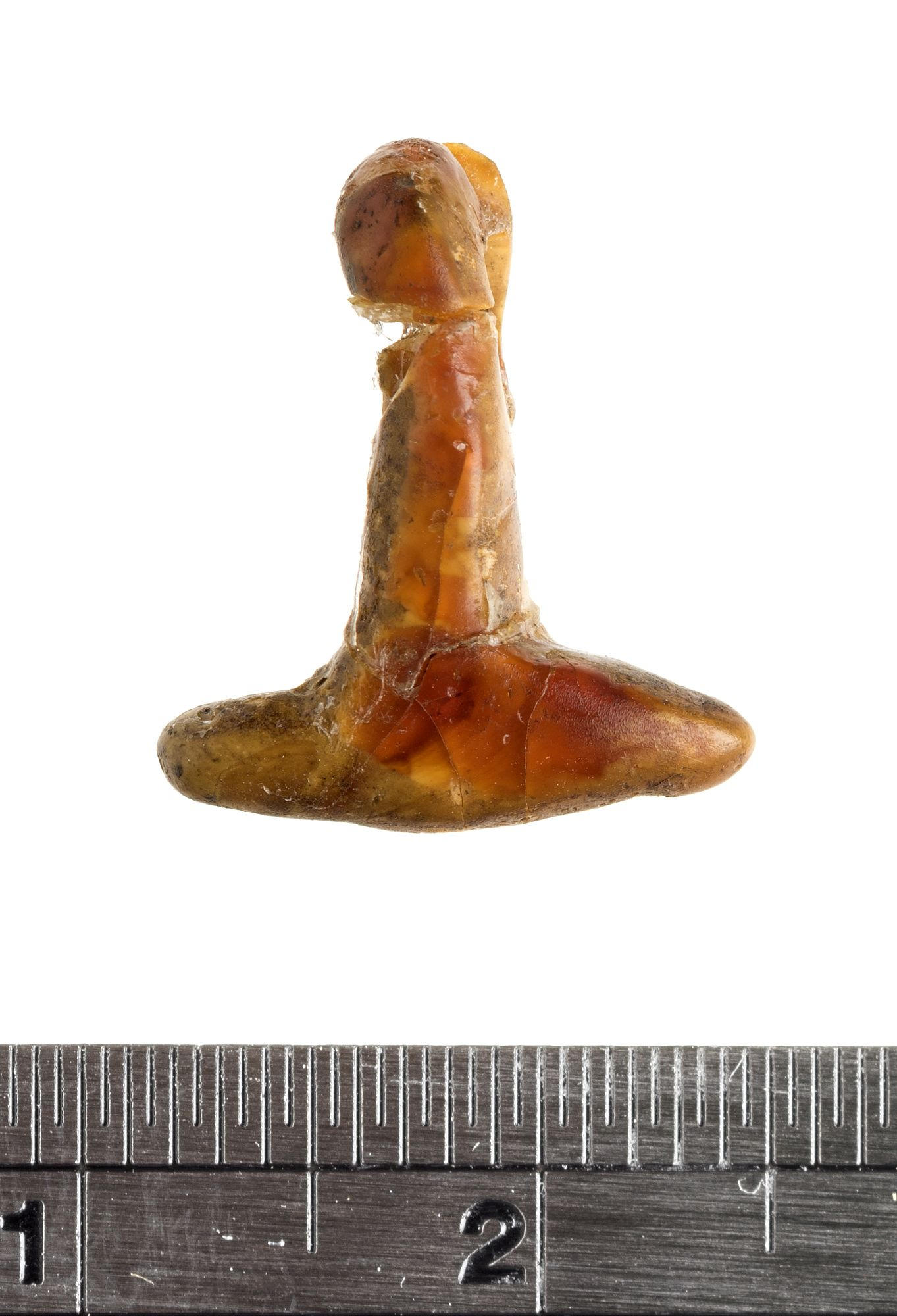
Torshammare av bärnsten från vikingatiden.

Bärnstenspärlor, ofta i form av dubbelyxor har varit populära över hela Europa under neolitikum, särskilt i Mellaneuropa och på Brittiska öarna är de vanliga. Kemisk analys pekar på att det mesta av bärnstenen huvudsakligen härrört från Östersjön och Nordsjön. till en början hämtades det mesta av bärnstenen från Jyllands västkust, senare hämtades den huvudsakligen från Ostpreussen. Stora mängder bärnsten exporterades från Skandinavien till det Egeiska området under bronsåldern. Under romersk järnålder blev bärnstenen åter populär i Romarriket, mycket av bärnstenen kom till riket via handel med olika germanfolk. I Sverige var bärnstenspärlor vanliga under folkvandrings- och vikingatid.
Då Tyska orden styrde Ostpreussen och Pommern förklarades bärnstensfyndigheterna där för regale och lokalbefolkningen ålades att samla in bärnsten som en del av sin skatt. I Samland, där fyndigheterna är som störst ligger bärnstenen i en glaukonithaltig sand, kallad den blå jorden. Från 1873 utvann man bärnsten genom gruvbrytning, men den upphörde 1923 och den huvudsakliga storskaliga bärnstensutvinningen skedde från ett stort dagbrott i Palmnicken där brytningen inleddes 1913.

## Användning av bärnsten under stenåldern i Sverige
Bärnsten kan idag samlas längs Skånes kuster, företrädesvis Skånes södra och västra kust. Det kan vara så att bärnsten också fanns längs Skånes östra kust under forntiden . Det finns ingen naturlig bärnsten i övriga delar av Sverige. Ändå har människor tillverkat smycken av bärnsten i områden utanför bärnstenens naturliga utbredningsområde från början av yngre stenåldern (ca. 4000 f.Kr). Kanske spreds bärnsten genom byteshandel mellan de som bodde i bärnstensområden och de som bodde utanför sådana områden.
Det är framför allt i så kallade megalitgravar som arkeologer har hittat bärnsten. På Falbygden i Västergötland har man t.ex. hittat hundratals bärnstenspärlor i sådana gravar . Det här är långt ifrån bärnstenens naturliga utbredningsområde. Invånarna på Falbygden byggde megalitgravar mellan cirka 3600 och 2300 f.Kr. Bärnstensföremålen har många olika former .
I slutet av stenåldern, mellan 2300 och 1800 f.Kr. var bärnsten inte längre så populär. Det finns bara enstaka bärnstensföremål, bl.a. stora cirkelrunda knappar från denna period .
Historiska museet har många bärnstensföremål från stenåldern i sina samlingar. Museets största bärnstensföremål från denna tid är en skafthålsyxa som antagligen tillverkades just under slutet av stenåldern. Den är 124 mm lång. Detta är ett unikt föremål i Sverige. Vi vet väldigt litet om den svenska bärnstensyxan. Den köptes år 1890 från antikvitetshandlaren Alexander Åhman i Göteborg. Han uppgav att den påträffades i jorden på Instön nära Marstrand i Lycke socken, Bohuslän. Fyndomständigheterna säger alltså ingenting om när bärnstensyxan tillverkades och användes. Yxans form antyder däremot detta. Bärnstensyxan liknar så kallade enkla skafthålsyxor av sten som producerades i slutet av stenåldern (2300 - 1800 f.Kr.) och början av den påföljande bronsåldern. 
Bärnsten är ett organiskt material som bevaras bäst i fuktiga miljöer. Bärnstenspärlor som under forntiden deponerades i mossmark är idag väl bevarade. Detta gäller de stora bärnstenspärlorna från Dimbo och Kälvene socken i Västergötland som är utställda i Historiska museets utställning Forntider (Historiska museets inventarienummer 3115 och 35556). Under stenåldern deponerade man ofta föremål i mossar, kanske som offer till gudarna. Bärnstenen i yxan från Instön är inte väl bevarad. Den flagnar och detta tyder på att den legat torrt i jorden innan den påträffades. Det verkar alltså inte vara ett offerfynd. Den kan ha legat i en förstörd grav. I Bohuslän liksom på Falbygden byggde bönderna megalitgravar mellan 3600 och 2300 f.Kr. och i dessa gravar begravde även bönder senare under stenåldern sina döda. 
I Bohuslän är bärnsten inte ett lokalt material. Den kan inte samlas längs de bohuslänska stränderna. Den stora bärnstensyxan måste ha varit ett väldigt exklusivt föremål.

## Fossil i Östersjöns bärnsten
De intressantaste och vanligaste inneslutningarna i bärnstenen är insekter och blomdelar. 198 arter av växter inneslutna i bärnsten har beskrivits, av vilka 110 gömfröväxter, bland annat fynd av dadelpalm, ek, samt lämningar av bok, pil och alm. Insekterna är ofullständigt bearbetade men man uppskattar sig ha funnit omkring 1000-2000 arter i bärnstenen.

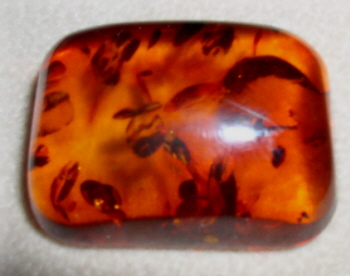
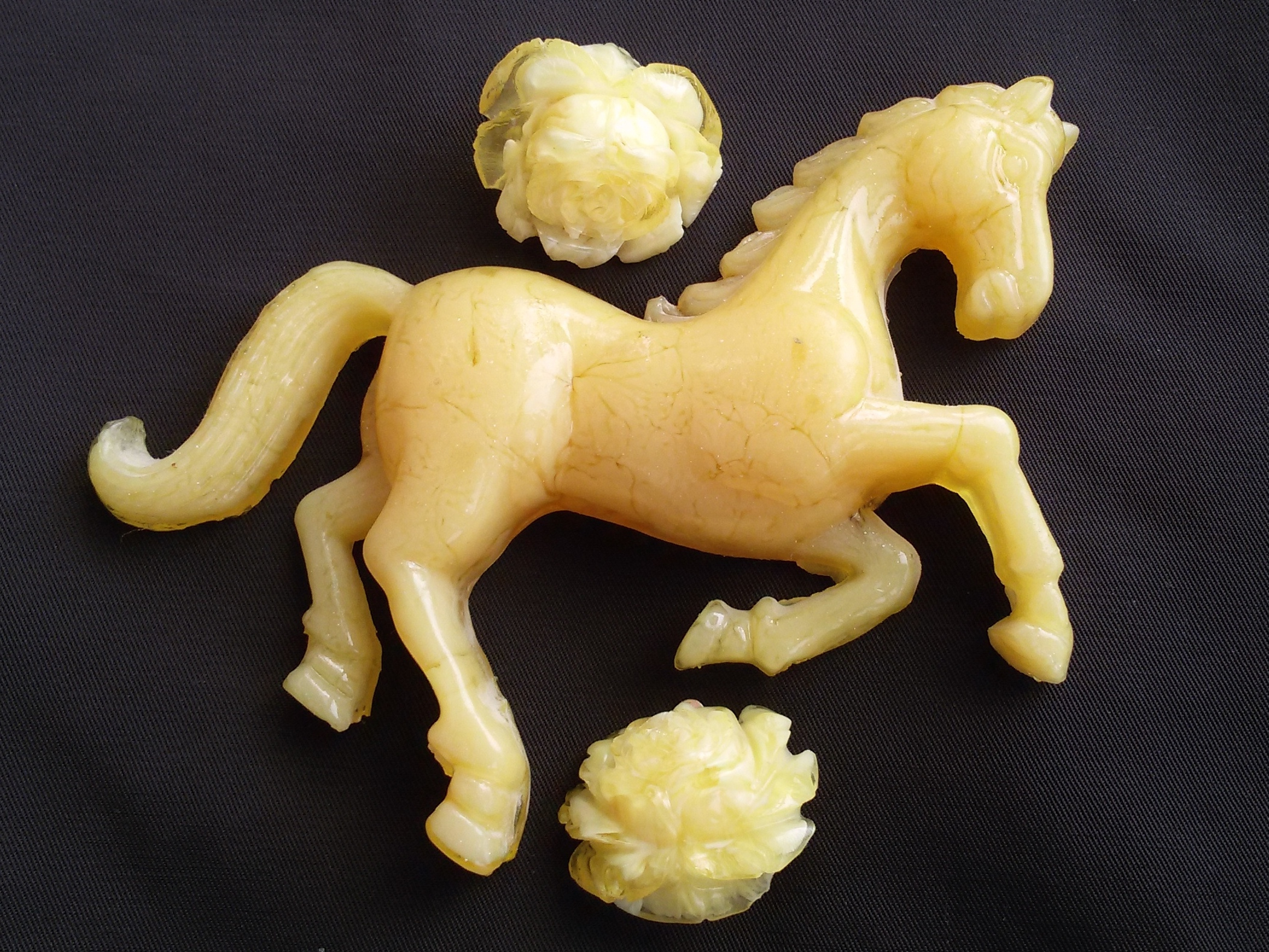
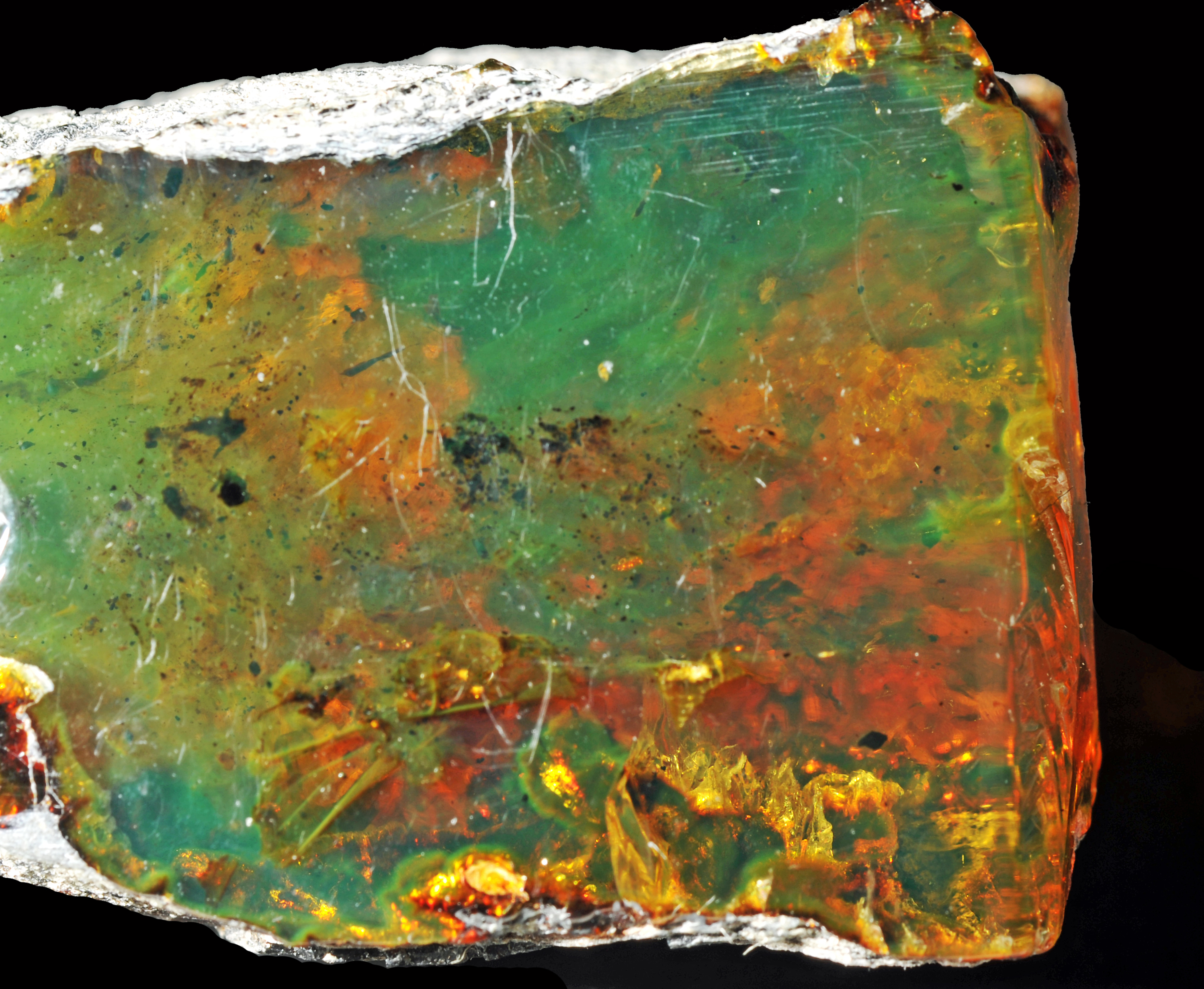
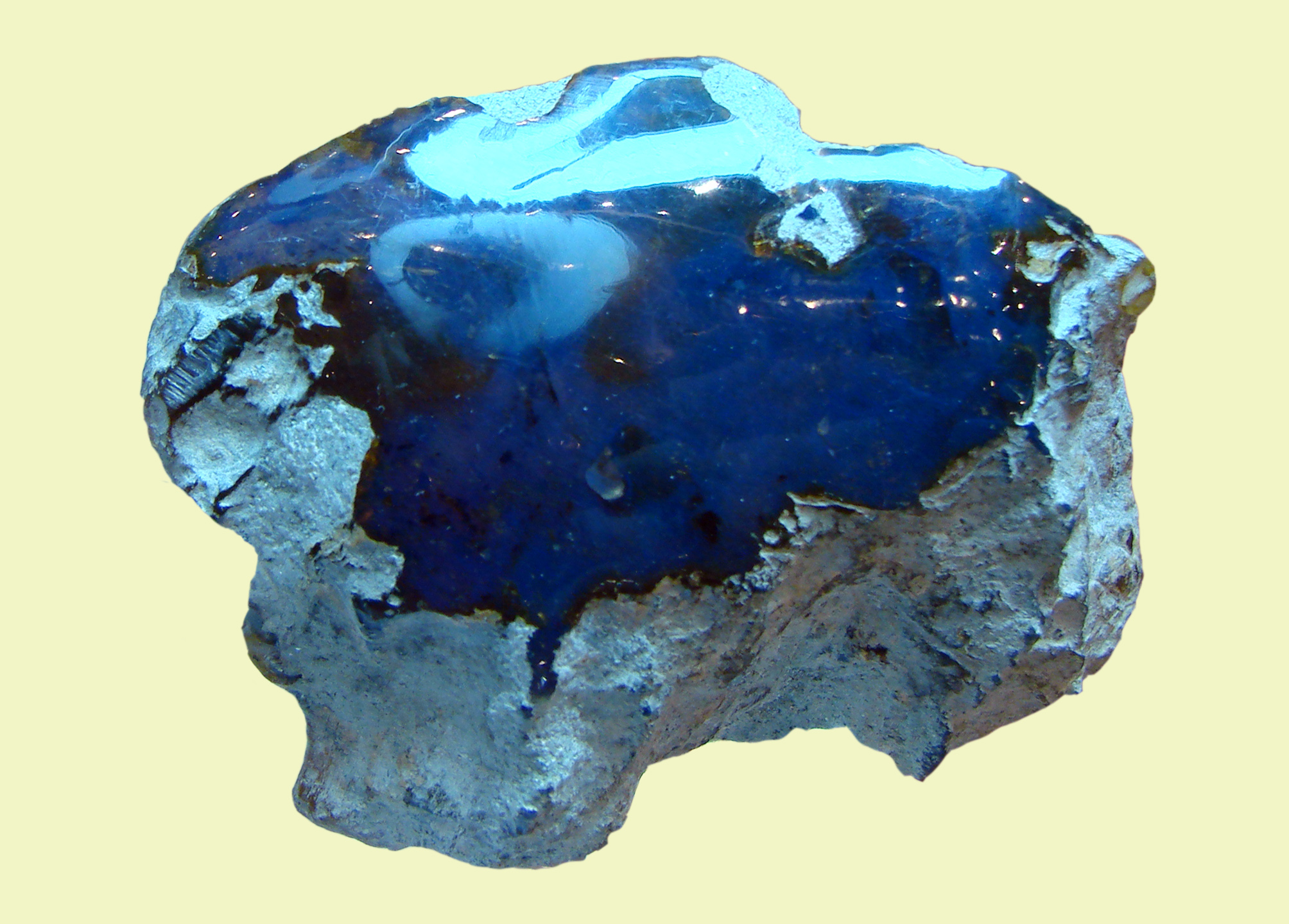